# Esfera pública

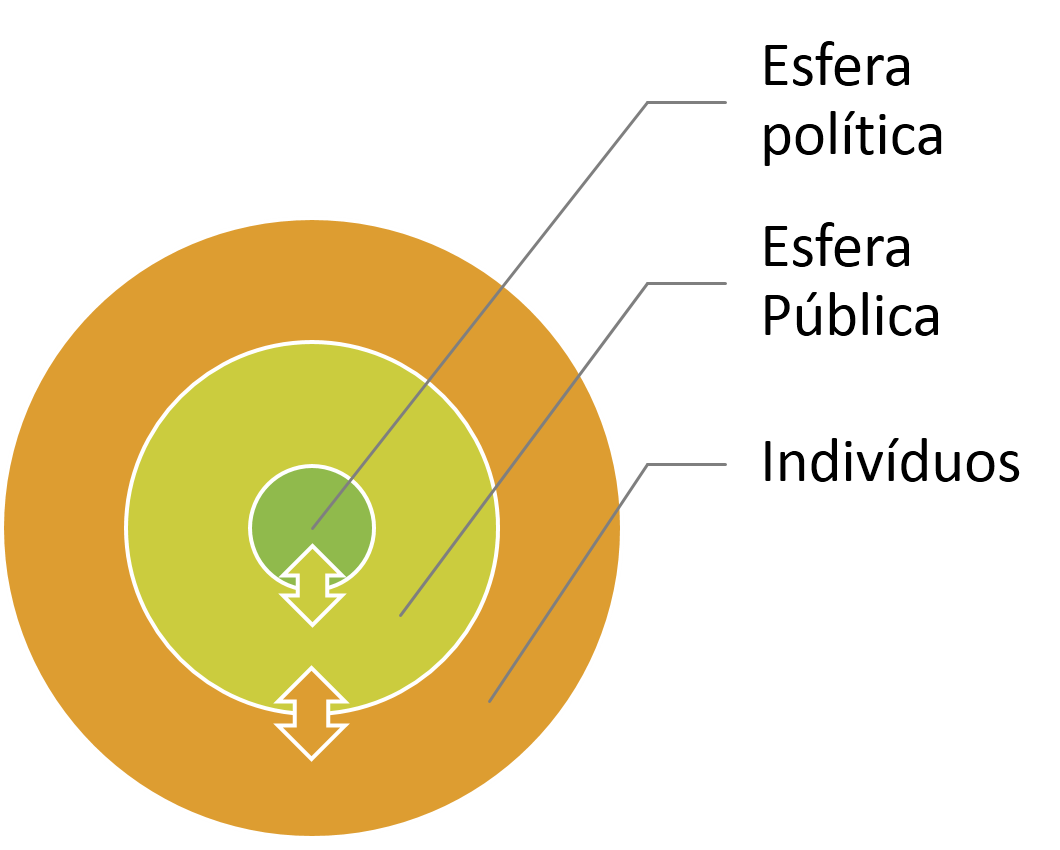
Concepção de Esfera Pública desenvolvida por Jürgen Habermas.

Esfera pública é a dimensão na qual os assuntos públicos são discutidos pelos atores públicos e privados. Tal processo culmina na formação da opinião pública que, por sua vez, age como uma força oriunda da sociedade civil em direção aos governos no sentido de pressioná-los de acordo com seus anseios.
A noção de esfera pública tem como aspectos básicos:
a) Discursividade e argumentação: dominada pelo uso da razão, a obtenção de consenso acontece pelo convencimento racional dos antagonistas.
b) Publicidade: o objeto debatido e os argumentos apresentados ganham exposição ou visibilidade.
c) Privacidade: enquanto participante do debate, cada um vale somente pelos argumentos e pela capacidade de argumentar.
Sob a ótica de Jürgen Habermas, a concepção de esfera pública (Öffentlichkeit, em alemão) é um conceito que abrange diversas dimensões de definição e análise. Sob uma perspectiva antropológica, ela corresponderia ao espaço social de representação pública, ou esfera de visibilidade pública. Sob uma perspectiva histórica, ela assumiria diferentes configurações a depender do contexto sócio-histórico em questão. Por isso, haveria uma esfera pública helênica, a feudal e, mais recentemente, a burguesa. Sob uma perspectiva normativa das sociedades democráticas contemporâneas, a esfera pública deve designar o conjunto total da visibilidade e discussão pública e sua função principal seria a de influenciar as decisões do sistema político a partir do escrutínio público dos atores e ações da esfera política. Para designar esse fenômeno político complexo, Habermas indica que o poder comunicativo que emana da esfera pública produziria uma espécie de cerco (siege) sobre o poder político.
Nas sociedades democráticas contemporâneas, a esfera pública forma uma estrutura intermediária que faz a mediação entre o Estado e a esfera civil. Em sua concepção, o Estado abarcaria a administração pública e estaria sujeito aos interesses autocentrados de atores políticos. A esfera civil, por sua vez, abarcaria a esfera privada cujo âmbito o Estado, normativamente, não deve intervir. A esfera pública se caracterizaria, sob esse aspecto, pelo lócus de discussão pública entre os indivíduos de uma comunidade política.
A esfera pública burguesa surge com a imprensa de Johannes Gutenberg e com o Parlamento. Essas instituições possibilitaram um maior acesso às informações por parte do público. Seu fortalecimento ocorre a partir do século XIX com a expansão da imprensa livre e de seu público leitor.

## Esfera pública política
O conceito de esfera pública política tem sido retomado devido a dois movimentos conceituais. O primeiro deles é a noção de democracia deliberativa, que determina que o reconhecimento social de pretensões e vontades acontece apenas quando toma forma de palavra, através do discurso. Assim, a esfera pública política argumentativa ganha força. Outro é a relação entre política e mídia, uma vez que, atualmente, não há espaço de exposição, visibilidade e debate maior que a mídia.
Habermas nega a existência de uma esfera pública política autêntica em uma cena política dominada pelos medias. O debate foi reacendido porque muitos acreditam que a política midiática é feita de forma espetacular, seguindo princípios de sedução, escassamente argumentativa, teatral.
Muitos autores consideram que a esfera pública perdeu sua participação no processo de construção de diálogo na política, uma vez que a produção de decisões ocorre fora de seu alcance, na negociação protegida do público pelos gabinetes. Essas decisões emergem publicamente de modo a fazer com que os cidadãos possam assentir, aderir ou tolerar as posições. Logo, a esfera pública apresenta apenas o papel de legitimação das informações.

## Esfera pública e mídia
Com o surgimento da imprensa no século XV, as estruturas de poder foram alteradas, a informação que outrora era centrada na Igreja e nas universidades começou a circular em larga escala para a população alfabetizada . A imprensa, entre os séculos XVII ao XIX, foi um dos fatores fundamentais para o nascimento da esfera pública burguesa. Contudo, esta apresentava sérias limitações, especialmente por seu caráter elitista e de acesso quase exclusivo do público masculino.
A mídia (ou mass media) é um espaço de visibilidade e debate. Os meios de comunicação interagem e interferem na esfera pública, mas não necessariamente irão determiná-la, já que existem outros espaços de discussão. É o caso do jornalismo político, também denominado jornalismo “cão de guarda”, ele exerce o papel de fiscalizador do Poder Público. Ao descobrir condutas suspeitas de governantes, como transgressões de valores, normas e de códigos morais, a mídia irá expor o fato, tornando público o que estava em segredo.
A opinião pública não se resume ao material midiático e nem o conteúdo midiático se resume à opinião. Nesse sentido, uma série de trabalhos nas áreas de Comunicação e de Ciência Política se dedicam a examinar as potencialidades e os limites de promover debates que preencham os requisitos estabelecidos pela teoria do discurso. Estudos concluíram que as notícias ajudam a construir uma realidade e, consequentemente, formar uma opinião do público. Visto que a cobertura política parte de uma desconfiança para com o governo, os jornais devem ter credibilidade para que façam a diferença no pensamento do público.
Habermas atribui à imprensa e aos media massivos papel central na criação de uma esfera pública própria, a esfera pública abstrata, composta pelo circuito de produção e consumo da mídia massiva. Mesmo sendo uma esfera própria, ela trabalha juntamente e interliga-se com as outras duas definidas pelo autor, sendo uma episódica e a outra de tipo presencial.   Contudo, a estrutura da esfera pública não é isenta de influências das classes dominantes e se mostra, por vezes, estruturalmente distorcida por interesses particulares (não-públicos). A mídia representa, assim,  um dos pilares da democracia moderna e age de forma mais crítica e ativa em situações de crises sociais. 

## Esfera de visibilidade pública e esfera de discussão pública
Wilson Gomes diz que a esfera pública pode ser compreendida abrangendo dois fenômenos da vida social, sendo eles a esfera de visibilidade pública e a esfera de discussão pública.
A esfera de visibilidade pública é a cena (ou proscênio) social, referindo-se à dimensão da vida social do que é visível, acessível e disponível ao conhecimento e domínio públicos. Esta é a esfera que responde a demandas de sociabilidade e de comunicação.
Já a esfera de discussão pública mantém como fundamental a ideia de exposição e de argumentação. Nesta esfera, as posições em disputa são expostas para que todos tenham conhecimento delas e do que é disputado. Essa exposição, entretanto, não é feita para provocar um conhecimento comum e gerar sociabilidade, mas sim para que se possa haver um debate em que é possível defender sua posição com argumentos e propostas razoáveis.
Apesar de abranger esses dois fenômenos da vida social, a visão normativa que Habermas atribui à noção da esfera pública privilegia o segundo fenômeno (esfera de discussão pública).
Para Wilson Gomes, entretanto, esses dois fenômenos da esfera pública, ainda que independentes, são igualmente relevantes. Isso porque, numa democracia de massa, não há como estabelecer consensos, questões relativas ao bem comum e, ainda, ter conhecimento das posições em disputa eleitoral sem que se passe por um medium de sociabilidade.

## Esfera pública e esfera privada
As esferas pública e privada são lâminas sobrepostas. Os problemas experienciados na esfera privada ecoam na esfera pública. Mas não a totalidade do que é vivido no privado e íntimo aflora na publicidade; apenas aqueles aspectos causados por déficits nos sistemas funcionais, que afetam o mundo da vida.
Habermas compreende que não há uma demarcação de um conjunto fixo de temas e relações que separam o acesso da esfera privada e da esfera pública, mas sim variações na acessibilidade, que garantem a intimidade de um lado, e a publicidade, de outro.
Na esfera pública, realiza-se uma comunicação em condições de publicidade ou visibilidade; e na esfera privada, uma comunicação com intimidade ou reserva. A publicidade social (ou esfera pública) tem uma visibilidade alta, com discussões de públicos especializados até exibição midiática em horário nobre, enquanto o domínio privado (esfera privada) possui uma baixa visibilidade, que vai desde segredos e intimidade até redes interpessoais de fofoca.
Ainda segundo Habermas, as problemáticas que são debatidas na esfera pública política refletem as experiências de sofrimento advindas de condições sociais estressantes. Essas experiências afetam primeiro o âmbito pessoal, as histórias de vida; depois, elas afetam os círculos familiares, os grupos de amigos, a vida cotidiana; e só então elas ecoam na esfera pública, numa discussão pública acerca de uma problemática em comum.